# Thangmar
Thangmar de Hildesheim (né vers 940-950 dans le diocèse de Hildesheim, † un 25 mai après l'an 1022), moine bénédictin saxon, est le maître et le biographe de l'évêque Bernward de Hildesheim.

## Biographie
On ne sait rien des origines de Thangmar. Il fut prêtre de la cathédrale de Hildesheim, et vers 970 représentant du chapitre. Par la suite, il devint bibliothécaire et clerc. À partir de 976, il fut le maître du futur évêque Bernouard, de l'empereur Henri II (né en 973) ainsi que de Bennon de Meissen (né en 1010).
En l'an 1000, la querelle de Gandersheim, qui s'enracinait dans un conflit de préséance entre l'évêque de Hildesheim et l'archevêque de Mayence Willigis, reprit de plus belle : il s'agissait de décider si l'abbaye de Gandersheim, avec son domaine, devait être rattachée à l'archevêché de Mayence ou à l'évêché de Hildesheim. Thangmar démissionna de sa charge de représentant du chapitre (avant septembre 1000), et accompagna l'évêque Bernward à Rome qui allait plaider sa cause devant l'empereur Otton III. Il refit ce voyage seul en 1002.
En 1008, il est aux côtés du roi Henri II pour la campagne militaire contre le comte Baudouin IV de Flandre.
C'est entre 1008 et 1013 qu'il compose les dix premiers chapitres de la Vita Bernwardi, qui fera passer son nom à la postérité. Il rédigea la conclusion de cet ouvrage à la mort de l'évêque Bernward en 1022, et l'augmenta d'un récit de la querelle de Gandersheim.

## Œuvres
Édition de la Vita Bernardi
- Thangmar (trad. Hatto Kallfelz), Lebensbeschreibungen einiger Bischöfe des 10.-12. Jahrhunderts, vol. 22, Darmstadt, Ausgewählte Quellen zur deutschen Geschichte des Mittelalters, 1973, « Leben des hl. Bernward, Bischof von Hildesheim », p. 263-361.

## Sources
- (de) Cet article est partiellement ou en totalité issu de l’article de Wikipédia en allemand intitulé « Thangmar » (voir la liste des auteurs).